# Bouvardia cordifolia
Bouvardia cordifolia är en måreväxtart som beskrevs av Dc.. Bouvardia cordifolia ingår i släktet Bouvardia och familjen måreväxter.
Artens utbredningsområde är centrala- och sydvästra Mexiko. Inga underarter finns listade i Catalogue of Life.